# Demony słowiańskie
Demony słowiańskie – byty nadprzyrodzone, które w mitologii słowiańskiej zajmują pozycję pośrednią między bogami a ludźmi (między sferą ziemsko-ludzką, materialną a sferą boską, czysto duchową, czyli zajmują miejsce w sferze astralnej), o cechach na wpół ludzkich i na wpół boskich. Podobnie jak w mitologii greckiej pierwotnie pojęcie to miało charakter ambiwalentny, stanowiło zarówno pozytywne, jak i negatywne określenie nadludzkiej istoty - demony są groźne, ale i dobrotliwe (jako takie pełnią na przykład funkcję duchów opiekuńczych; mogą się przyczynić do zyskania przez człowieka bogactwa i władzy, ale też do utraty zdrowia, a nawet życia). Często pełnią także funkcję strażników, chroniących określone terytorium (np. ostępy leśne, akweny wód lub rzek). Takie demony najczęściej przedstawiano w postaci pół ludzkiej i pół zwierzęcej. Ponadto wiele wyobrażeń demonicznych odwołuje się do postaci, które na ogół są człowiekowi życzliwe, a szkodzą mu jedynie w słusznym gniewie (np. Skarbnik).
Wraz z rosnącym wpływem chrześcijaństwa demony zaczęto utożsamiać przede wszystkim ze złem, bowiem wszelkie uwikłanie w materię uważano za złe (a więc i istoty powiązane z materią choćby częściowo). W późniejszym okresie, wraz z ekspansją katolicyzmu, często jako demony zaczęto przedstawiać również etnicznych Bogów słowiańskich (degradując ich do poziomu demonów, rzadziej ich nadpisując świętymi katolickimi).
Przed demonami mają chronić m.in. amulety, specjalne zaklęcia, ofiary błagalne.
W etnologii i folklorze słowiańskim najczęściej stosowane klasyfikacje demonów sporządzane są w zależności od:
- sfery ludzkiego życia, w które dany demon najczęściej ingeruje - np. Domowik / Poroniec;
- stopnia szkodliwości lub przychylności ludziom - np. Utopiec / Płanetnik;
- teren występowania, zamieszkiwania - np. Wodnik / Leszy / Domowik;
- żywiołu, z którym demon jest najsilniej związany - np. Wodnik / Płanetnik;
- genezy demona (posiada stałą swoją rzeczywistą postać, będący niejako przedstawicielem odrębnego gatunku / wymagający do zaistnienia w ludzkim świecie innej materii lub istoty, powstający niejako wyniku przeobrażenia) – np. Wodnik, Borowy / Płanetnik, Utopiec, Wąpierz, Strzyga;
- istoty demona (materialny, niematerialny – mogący lub nie mogący istotnie fizycznie ingerować w naszą rzeczywistość) – np. Zmora.

Generalnie powyższe klasyfikacje są dość płynne i wzajemnie się przenikające, przez co żadna z nich nie jest jednoznacznie obowiązująca.

## Lista demonów

### A
- Alkonost
- Anczutka
- Ażdacha

### B
- Baba Jaga
- Bannik
- Bełt
- Bieda
- Bies
- Bobo
- Boginka
- Bòrowô Cotka
- Borowy
- Brzeginia

### C
- Chała
- Chmurnik
- Czart

### Ć
- Ćmok
- Ćmuch

### D
- Damk
- Dobrochoczy
- Dola
- Domowik
- Duchy domowe
- Dworowy
- Dydko
- Dziwożona

### G
- Grzenia
- Gumiennik

### J
- Jaroszek
- Jablón
- Jigrzan

### K
- Kikimora
- Korgorusze
- Kłobuk
- Krasnoludek

### L
- Latawiec i Latawica
- Leszy
- Licho
- Lubiczk

### M
- Mamuna

### N
- Nëczk
- Nocnica

### O
- Ognik

### P
- Perepłut
- Pikòn
- Piwosznik
- Pokuć
- Polewik
- Poroniec
- Południca
- Poświst
- Pólnica
- Północnica
- Pùrtk
- Płanetnik

### R
- Raróg
- Rétnik
- Rodzanice
- Rokitnik
- Rusałki

### S
- Sirin
- Skarbnik
- Skrzak
- Skrzat
- Spor
- Stopan
- Strzyga
- Szëmich

### T
- Topielica
- Trojan

### U
- Uboże
- Upiór
- Utopiec

### W
- Wampir
- Wëkrëkùs
- Wieszczy
- Wietrzyca
- Wilkołak
- Wiła
- Wodnik

### Z
- Złydnia
- Zmora

### Ż
- Żmij